# Максалаатикко
Максалаатикко (фин. maksalaatikko, швед. leverlåda) — финское блюдо, приготовленное из риса, измельчённой печени, масла, сиропа, яиц, лука и изюма. Обычно его подают с брусничным вареньем.
Печёночная запеканка также продаётся готовой к употреблению, является повседневной пищей и часто появляется на школьных обедах. В 2011 году опрос 299 школьников, проведённый Gallup, показал, что запеканка из печени была наименее любимым блюдом в школьном меню. Тем не менее она остаётся популярным полуфабрикатом.
Традиционно максалаатикко ели на Рождество, но в наши дни она скорее считается обычным блюдом.